# Don’t Wanna Lose You
Don’t Wanna Lose You ist ein Lied von Gloria Estefan aus dem Jahr 1989, das von ihr geschrieben und von Emilio Estefan mit Jorge Casas und Clay Ostwald produziert wurde. Es erschien auf dem Album Cuts Both Ways.

## Geschichte
Im Text steht ein Paar vor einer Trennung und der Protagonist will es verhindern.
Die Veröffentlichung war am 26. Juni 1989, in den Vereinigten Staaten und Brasilien wurde die Popballade ein Nummer-eins-Hit. Zugleich ist es auch Estefans erster Nummer-eins-Hit in ihrer Solokarriere. Das Lied wurde in der Kategorie Beste weibliche Gesangsdarbietung – Pop für die Grammy Awards 1990 nominiert, verlor aber gegen Nick of Time von Bonnie Raitt. Eine Aufnahme der Liveversion des Songs bei den Grammy Awards 1990 erschien auf dem Album Grammy’s Greatest Moments Volume I aus dem Jahr 1994. Ebenfalls nominiert für den American Music Awards, aber in der Kategorie Favorite Pop/Rock Single, verlor es aber gegen Milli Vanillis Girl I’m Gonna Miss You. Zudem existiert auch eine spanischsprachige Version unter dem Titel Si Voy a Perderte (deutsch: Wenn ich dich verliere) und eine portugiesische unter dem Titel Se tenho que te perder (deutsch: Wenn ich dich verlieren muss), die allerdings in der brasilianischen Version des Albums Into the Lights zu finden und dort auch im Radio sehr beliebt ist. Zudem wurde das Original mit der Goldenen Schallplatte in den Vereinigten Staaten ausgezeichnet.

## Kommerzieller Erfolg

### Chartplatzierungen
| ChartsChartplatzierungen       | Höchstplatzierung | Wochen |
| ------------------------------ | ----------------- | ------ |
| Deutschland (GfK)              | 41 (16 Wo.)       | 16     |
| Vereinigte Staaten (Billboard) | 1 (18 Wo.)        | 18     |
| Vereinigtes Königreich (OCC)   | 6 (10 Wo.)        | 10     |

| ChartsJahrescharts (1989)      | Platzierung |
| ------------------------------ | ----------- |
| Vereinigte Staaten (Billboard) | 14          |

### Auszeichnungen für Musikverkäufe
| Land/Region               | Auszeichnungen für Musikverkäufe (Land/Region, Auszeichnung, Verkäufe) | Verkäufe |
| ------------------------- | ---------------------------------------------------------------------- | -------- |
| Vereinigte Staaten (RIAA) | Gold                                                                   | 500.000  |
| Insgesamt                 | 1× Gold ·                                                              | 500.00   |

## Coverversionen
- 1995: Martika
- 2015: Il Divo